# Ikarus 216
Ikarus 216 — одиночный автобус венгерской фирмы Ikarus, выпускавшийся с 1985 по 1993 год для Кувейта.

## Описание
Ikarus 216 создан по заказу транспортной компании KPTC. Его предшественниками являются Ikarus 190.03 и Ikarus 260.
Изначально автобус оснащался двигателем Raba-MAN D 2156 HM6U в паре с АКПП. В задней части крыши автобуса расположена система кондиционирования Thermo King. Стёкла автобуса тонированные. Вместимость составляла 33 сидячих и 35 стоящих пассажиров. На базе Ikarus 216.00 были выпущены: Conference Bus (для переговоров и конференций) и передвижной медпункт.
Позже была представлена модификация Ikarus 216.02, которая отличается от 216.00 изменёнными колёсной базой, расположением дверей и салоном. Система кондиционирования отсутствует. Автобус оснащён двигателем DAF LT 160.

## В игровой и сувенирной индустрии
- Масштабная модель Ikarus 216.00 (1:43) выпускалась фирмой ModelPro[4][5].